# Skanör med Falsterbo

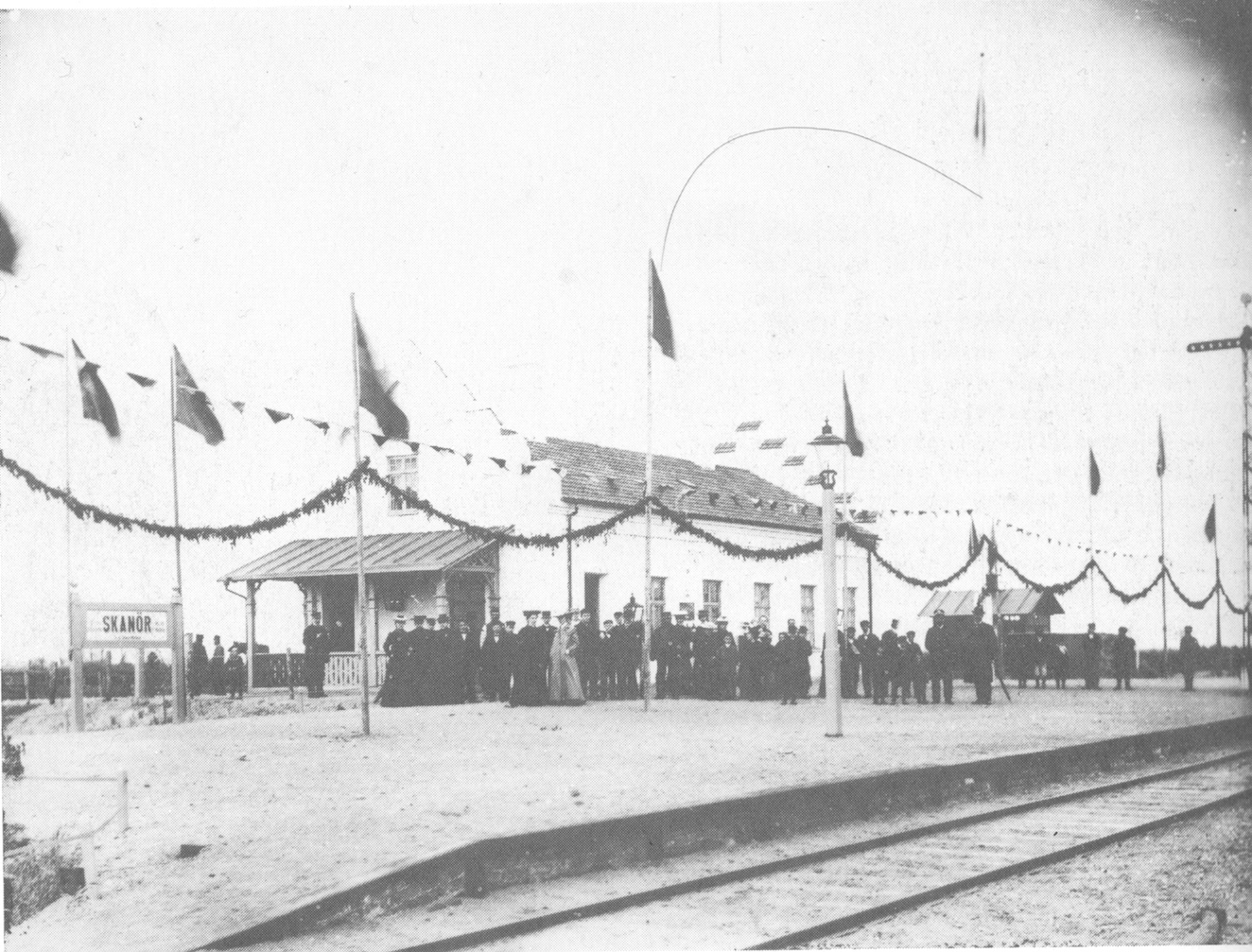
Der Bahnhof von Skanör bei seiner Einweihung

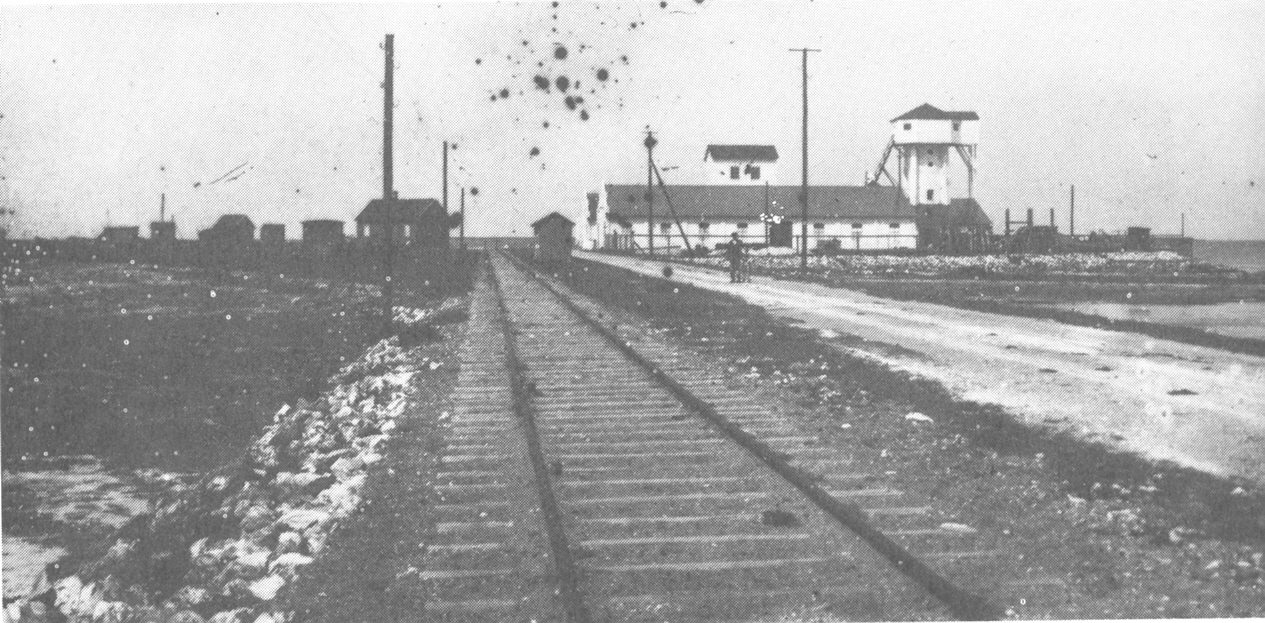
Die Zementfabrik in Skanör

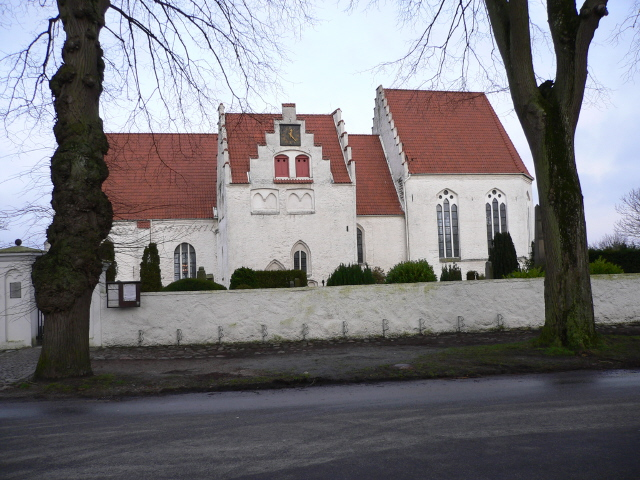
Die Kirche von Skanör

Skanör med Falsterbo ist eine Stadt in der südschwedischen Provinz Skåne län und der historischen Provinz Schonen.
Der Ort in der Gemeinde Vellinge ist durch das Zusammenwachsen der beiden vormals selbständigen Städte Skanör und Falsterbo entstanden – mit Skanör als dem bevölkerungsreicheren Teilort.

## Geographie
Skänör-Falsterbo liegt im länglichen, riffähnlichen Westteil der südschwedischen Halbinsel Falsterbo zwischen Öresund und Ostsee mit Falsterbo im Süden und Skanör im Norden.

## Geschichte
Skanör und Falsterbo zählen zu den ältesten Städten Schwedens. Zwischen dem 12. und 16. Jahrhundert wurde jährlich von Ende Juli bis Oktober, manchmal bis in den November verlängert, am Strand zwischen den beiden Städten einer der wichtigsten Handelsmärkte Nordeuropas, der sogenannte Skånemarknaden („Schonenmarkt“), abgehalten, der auch Handelsplatz der Hanse war. Seine Bedeutung erhielt er durch die reichen Heringsvorkommen im Norden der Halbinsel. Die aus dem Marktbetrieb erzielten Steuern waren die Haupteinnahmequelle unter anderem des dänischen Königs Waldemar IV. Atterdag. 
Als die Heringsbestände im 16. Jahrhundert abnahmen, verlor der Markt an Bedeutung und wurde nicht mehr fortgeführt, wodurch auch die Bedeutung der beiden Städte abnahm. Falsterbo und Skanör waren fortan kleine Fischerorte mit Stadtrechten.
Im Jahre 1754 wurden die beiden eigenständigen Städte Skanör und Falsterbo zusammengelegt, und es entstand die Stadt Skanör-Falsterbo.
1904 wurde die Eisenbahnlinie Malmö–Vellinge mit den zwei Haltestellen Skanör und Falsterbo gebaut. Entlang der Eisenbahn wuchsen neue Wohngebiete heran. Die Eisenbahn wurde schließlich 1971 stillgelegt und im folgenden Jahr vollständig abgebaut.
Während des Ersten Weltkriegs wurde eine Stichstrecke zum heutigen Kleinboothafen in Skanör verlegt, an dem seinerzeit eine Zementfabrik errichtet wurde. Angeblich war sie eigentlich ein Kriegsmateriallager für den Fall, dass Schweden in den Krieg involviert werden sollte. Anderen Berichten nach wurde die Fabrik unter dem Einfluss deutscher Interessen erbaut. Das gewaltige Fundament, das heute das einzige Zeugnis der alten Anlage ist, sollte demnach Standort einer größeren Kanone gewesen sein, die zusammen mit ihrem Gegenstück im dänischen Køge die Meerenge bewachen sollte.

## Sehenswertes
- Die Kirchen von Skanör und Falsterbo stammen aus dem 13. und 14. Jahrhundert.
- Skanör hat einen kleinen Fischerei- und Yachthafen, der heute überwiegend von der Sportschifffahrt genutzt wird.
- Leuchtturm Falsterbo, gebaut von 1793 bis 1796, mit dem heutigen Laternenhaus von 1843 bis heute in Betrieb. Er steht unter Denkmalschutz und wurde 1993 zum schwedischen Kulturerbe erklärt.

## Falsterbo Horse Show
Falsterbo veranstaltet  seit 1920 jedes Jahr im Juli ein  Spring- und Dressurreitturnier, die Falsterbo Horse Show (Wertungsprüfung des Nations Cups der Springreiter und der World Dressage Masters).

## Verkehr
Von Skanör-Falsterbo bestehen Busverbindungen nach Malmö, die im Auftrag des schonischen Verkehrsverbundes Skånetrafiken betrieben werden. Die Busse passieren dabei den Falsterbo-Kanal, der den Seeweg zwischen der Ostsee und dem Öresund verkürzt. Der Kanal markiert die Grenze zwischen Schonen und der Halbinsel Falsterbo.